# Акжал (селище)
Акжа́л (каз. Ақжал) — селище у складі Шетського району Карагандинської області Казахстану. Адміністративний центр Акжальської селищної адміністрації.
Населення — 3405 осіб (2021; 3397 у 2009, 3374 у 1999, 3451 у 1989).